# ヌーノ・ゴメス
ヌーノ・ゴメス (Nuno Gomes) こと、ヌーノ・ミゲル・ソアレス・ペレイラ・リベイロ（Nuno Miguel Soares Pereira Ribeiro, 1976年7月5日 - ）はポルトガル出身の元サッカー選手。元ポルトガル代表。現役時代のポジションはフォワード。スーペル・リーガのSLベンフィカでは主将も務めた。
「ゴメス」は愛称であり、FCポルトのストライカー、フェルナンド・ゴメスにちなんで名づけられた。

## 来歴
1995年ワールドユース選手権と1996年オリンピックでも出場経験があるが、彼が国際的に注目を浴びるきっかけとなったのはポルトガルが準決勝に進んだEURO2000である。この大会で4得点を決めたが、フランスに敗れた準決勝で判定（フランス側に与えられたPK）に抗議した結果7ヵ月の出場停止処分を受けてしまい、パウレタにスタメンの座を奪われてしまった。しかしEURO2000での活躍を買われてイタリア・セリエAのACFフィオレンティーナに移籍した。移籍1年目(2000-01シーズン)は同胞の司令塔ルイ・コスタ、復活したエンリコ・キエーザとのトライアングルが機能し9得点を挙げたものの、ルイ・コスタが去った2年目は目立った活躍はできずにポルトガルに戻った。
地元開催のEURO2004ではスペイン戦で決勝点を決めている。決勝トーナメント進出には勝利が必要な状況下、値千金のゴールであった。2006 FIFAワールドカップでは、三位決定戦でヌーノ・ヴァレンテに代わって出場。ルイス・フィーゴのクロスを頭で合わせ、得点を決めた。
EURO2008予選では主将であるジョルジュ・アンドラーデが怪我などで不在の時は主将代理を務めた。（ゴメスが交代した場合はクリスティアーノ・ロナウドが代理を務めた。）クラブレベルより、代表チームの大舞台での勝負強さが目立っている（ちなみに出場したW杯・EUROの5大会のうち実に4大会で得点を挙げている）。しかし年齢に加えて、怪我も多くリーグでは決定力不足で決められない事も多いため（特に本来サイドのクリスティアーノ・ロナウドが通常のCFより得点を決めているというのもあって）かポルトガルのメディアでたびたび叩かれるようになり、代表チームの主将代理という扱いについてはファンからも疑問視されることもあった。
EURO2008ではアンドラーデの怪我が治らず復帰できなかったことにより、主将として正式に任命される。ポルトガルは準々決勝のドイツ戦で敗退したものの、1得点をあげた。
2002-03シーズンにベンフィカに復帰し、公式戦292試合に出場し、126得点を記録している文字どおりチームの顔として活躍した。
2011年7月5日、自身35歳の誕生日にSCブラガと1年契約を結んだ。
2009年を最後に代表から遠ざかっていたが、2011年8月10日のルクセンブルクとの親善試合で2年ぶりとなる復帰を果たした。
2012年7月3日、フットボールリーグ・チャンピオンシップのブラックバーンにフリーで移籍。契約期間は2年。2013年6月28日、話し合いの末契約を解除することで合意しクラブを退団した。翌年4月、現役を引退しベンフィカにスタッフとして舞い戻った。

## 備考
美形選手として知られ、ポルトガルでは女性だけでなくゲイからも人気がある(ユーロ04の時のゲイサイトでの人気投票はクリスティアーノ・ロナウドに次いでの2位だった。)。日本を含めた国外でも知られている。国内限定でマクドナルドやアディダスなどのCMに出演していたり、時々サッカーに関係ないテレビ番組のゲストとしても出演していたりしている。男女問わずファンにはとても親切で、マスコミにも誠意を持って受け答えしている。
2007、2008年の夏に行われていたポルトガルのCorreio da Manhã紙のポルトガルの芸能人とスポーツ選手の「セクシーな人物ランキング」の投票の男性部門では2位に大差をつけて2年連続第1位に輝いており、30歳を過ぎても根強い人気を誇る。（他のサッカー関係者ではフィーゴ、モウリーニョ、ロナウドなどが上位にあった）
サッカー誌ではU2の熱狂的ファンであることを熱く語っていた。
幼馴染の前妻イズメリアとの間にローラという小学生の娘がおり、溺愛している。2006年7月に弁護士のパトリシア・アギラルと再婚して2010年7月4日に息子が生まれている。5つ下の弟チアゴ・リベイロ（ポルトガル語）はポジションは兄と同じくFW、下部リーグのクラブ所属の選手だった。

## 代表歴

### 出場大会
- ポルトガル代表
  - 2002 FIFAワールドカップ
  - 2006 FIFAワールドカップ

### 試合数
- 国際Aマッチ 78試合 29得点（1996年-2011年）[5]

| ポルトガル代表 | 国際Aマッチ | 国際Aマッチ |
| 年             | 出場        | 得点        |
| -------------- | ----------- | ----------- |
| 1996           | 1           | 0           |
| 1997           | 2           | 0           |
| 1998           | 2           | 0           |
| 1999           | 3           | 0           |
| 2000           | 9           | 4           |
| 2001           | 9           | 9           |
| 2002           | 7           | 1           |
| 2003           | 3           | 3           |
| 2004           | 11          | 4           |
| 2005           | 6           | 2           |
| 2006           | 7           | 3           |
| 2007           | 7           | 1           |
| 2008           | 7           | 2           |
| 2009           | 2           | 0           |
| 2010           | 0           | 0           |
| 2011           | 2           | 0           |
| 通算           | 78          | 29          |

## 外部サイト
- ヌーノ・ゴメス Official site （ポルトガル語）
- ヌーノ・ゴメス - Olympedia (英語)
- ヌーノ・ゴメス - Sports-Reference.com (Olympics) のアーカイブ (英語)
- ヌーノ・ゴメス - National-Football-Teams.com (英語)
- ヌーノ・ゴメス - Soccerway.com (英語)
- ヌーノ・ゴメス - Soccerbase.comによる選手データ (英語)
- ヌーノ・ゴメス - FootballDatabase.eu (英語)
- ヌーノ・ゴメス - WorldFootball.net (英語)
- ヌーノ・ゴメス - Transfermarkt.comによる選手データ (英語)
- ヌーノ・ゴメス - FIFA主催大会成績 (英語)
- ヌーノ・ゴメス - UEFA (英語)